# Xiu Xiu
Xiu Xiu (xinès: 天浴; pinyin: tiān yù) és l'opera prima de Joan Chen una pel·lícula dramàtica basada en la novel·la de Yan Geling. Aquesta pel·lícula va ser prohibida a la Xina per motivacions polítiques i per les escenes de sexe. Entres altres ha estat premiada com a millor director; millor guió i millor actriu (per a Li Xiaolu) i millor actor (per a Lopsang) en els Golden Horse Awards de 1998 a Taipei; i nominada per a l'Os d'Or en la 48a Berlinale.

## Argument
Xiu Xiu és una noia de 15 anys que viu a la ciutat de Chengdu, filla d'un modest sastre, que durant la Revolució Cultural va ser enviada al territori dels nòmades tibetans on hauria de passar sis mesos. Però passa el temps i s'adona que s'han oblidat de la seva existència. La lluita per la supervivència i les ganes de retornar a casa l'enfronten a les corruptes autoritats locals i es veu obligada a prostituir-se perquè li han fet creure que només ho podrà fer mitjançant una influència. Està sola i només té un amic, el genet castrat, Lao Jin.

## Repartiment
- Li Xiaolu
- Lopsang
- Zheng Qian

## Premis i nominacions
Nominacions
- 1998: Os d'Or